# Byaladakere, Nagamangala
Byaladakere là một làng thuộc tehsil Nagamangala, huyện Mandya, bang Karnataka, Ấn Độ.